# Operación Avak
La Operación Avak (en hebreo: מִבְצָע אָבָק‎, Mivtza Avak, «Operación Polvo») fue una operación logística y militar llevada a cabo durante la segunda tregua de la guerra árabe-israelí de 1948, y más tarde por la Fuerza Aérea Israelí (IAF). Su objetivo era enviar suministros al enclave israelí en el desierto del Néguev noroccidental por aire, y crear un aeródromo adecuado para este propósito. La operación se inició el 23 de agosto de 1948, cuando el primer avión aterrizó en un campo recién creado en Ruhama (levantando mucho polvo, dando el nombre a la operación), y duró hasta el 21 de octubre, cuando se creó un corredor terrestre entre el Néguev y el resto de Israel.
Se realizaron un total de 417 vuelos durante la operación, el transporte de 2235 toneladas de suministros y 1911 personas para el Néguev, y la evacuación de 5.098 personas. Inicialmente, se utilizaron Douglas C-54 Skymaster, Lockheed Lockheed Constellation y Curtiss C-46 Commando, pero más tarde, la IAF también hizo uso de Douglas Dakota y Noorduyn Norseman. El principal obstáculo militar fue una batalla oscilante con el ejército egipcio en Khirbet Mahaz, entre el 29 de septiembre y el 6 de octubre.

## Fondo
Como respuesta al Plan Morrison-Grady de 1946, el Yishuv judío decidió construir 11 nuevas aldeas al norte del desierto del Néguev con el fin de garantizar que el territorio se convertiría en parte de un estado judío en cualquier decisión política futura. El 15 de mayo de 1948, tras la declaración de independencia de Israel, los ejércitos de varios países árabes invadieron el nuevo Estado. El ejército egipcio avanzó a lo largo de la carretera costera, deteniéndose en el Puente Sukreir y permaneciendo allí después de la operación Pleshet, una ofensiva israelí en la columna cerca al puente.
Los egipcios entonces establecieron posiciones en la carretera Majdal-Bayt Jibrin con el fin de fortalecer su posición en el área y desconectar a los pueblos del Néguev del resto de Israel. Los israelíes hicieron dos intentos importantes para romper el bloqueo (las operaciones An-Far y Muerte al Invasor), pero no pudieron crear una brecha propia entre las fuerzas egipcias. El 18 de julio de 1948, la segunda tregua de la guerra entró en vigor, poniendo fin a las hostilidades con el Néguev todavía dividido.
Antes de que los egipcios crearan la carretera de circunvalación, observadores de las Naciones Unidas visitaron el área y determinaron que los israelíes controlaban un pasadizo con el Néguev al comienzo de la tregua. Israel utilizó este pretexto para lanzar la Operación GYS 1 y GYS 2 en julio de 1948, pero no pudo asegurar un corredor permanente, y el Néguev permaneció desconectado. Mientras tanto, la situación en el lugar era cada vez más grave, ya que los suministros se agotaban. El 18 de agosto de 1948 se estimó que los pueblos del Néguev combinados tenían suficiente comida para solamente algunos días.
También en agosto de 1948, los dirigentes de Checoslovaquia ordenaron que la base de suministro de la Fuerza Aérea Israelí en Žatec fuera cerrada. Esta base, con nombre en código Etzion, fue utilizada en la operación Balak, el envío de armas a Israel. Esto liberó un número de aviones de transporte IAF que podrían ser utilizados en Israel, aunque no existía un lugar para mantenerlos. Con este fin, el Aeródromo de Ecrón fue reinstalado y ampliado, abriendo oficialmente el 17 de agosto. Luego, el Escuadrón de Transporte de la IAF realizó un ejercicio que puso a prueba sus habilidades para mover grandes cantidades de mercancías.

## Preparativos
La decisión de enviar ayuda al Néguev por vía aérea llegó el 18 de agosto, en una reunión del alto escalafón del ejército. El plan era transportar 2000 toneladas de alimentos, combustible y materiales de construcción; y sustituir a la exhausta y numéricamente agotada Brigada Néguev por la Brigada Yiftaj, que participó en la Operación GYS, pero que nunca antes había operado en el frente sur.
La primera tarea fue buscar un lugar adecuado para un nuevo campo de aviación. Esta ubicación fue encontrada el 19 de agosto, entre Ruhama y Shoval, y durante los próximos tres días, fue despejado un espacio abierto de 1122 m de largo y 35 m de ancho. El suministros para el transporte, donde mientras tanto transportados a la base aérea de Ecrón. Durante los siguientes días, gran parte de la Brigada Yiftaj secretamente hicieron su camino hacia el Néguev por tierra, justo al oeste de Kawkaba y Huleikat, evitando posiciones egipcias. Los suministros para transportar eran mientras tanto llevados a la base aérea de Ecrón. Durante los siguientes días, gran parte de la Brigada Yiftaj secretamente avanzaron hacia el Néguev por tierra, justo al oeste de Kawkaba y Huleikat, evitando posiciones egipcias.

## Vuelos y operaciones en tierra

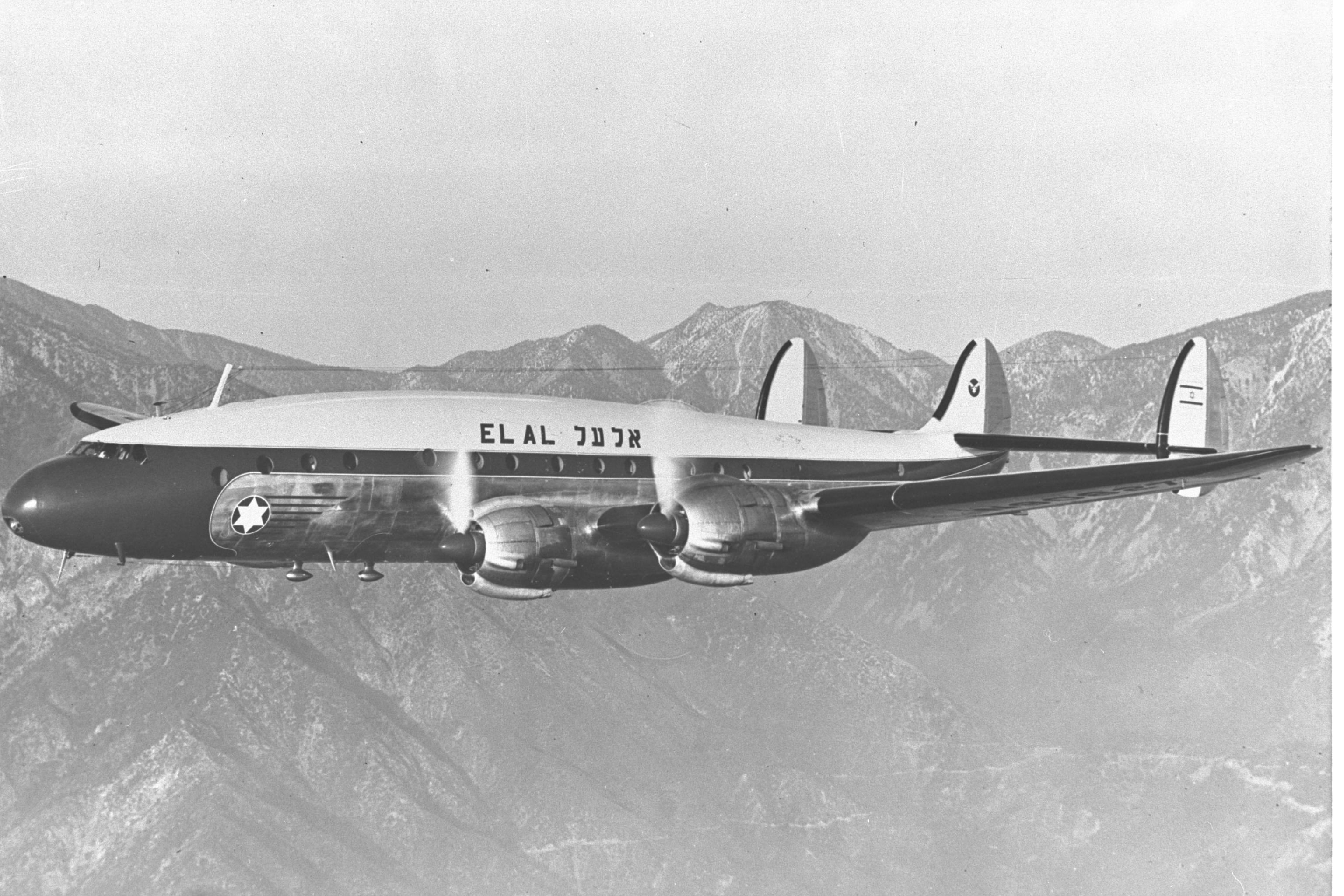
Lockheed Constellation de El Al

Los primeros vuelos de la operación Avak tuvieron lugar el 23 de agosto de 1948, con aviones cuatrimotores Douglas C-54 Skymaster y Lockheed Constellation, y bimotores Curtiss C-46 Commando. El primer avión aterrizó en el nuevo campo de aviación de Ruhama a las 18:00 horas del 23 de agosto, y llevó a los suministros esenciales para mantener el campo y ayudar a las aeronaves posteriores. Se levantó una gran cantidad de polvo (en hebreo: אָבָק‎, Avak), acuñando un nombre para la operación y la pista de aterrizaje (de ahí el nombre Avak 1). Durante los siguientes días, el aeródromo fue equipado con un generador eléctrico y la pista, iluminada con luz eléctrica.
En el primer día, 29 toneladas de suministros fueron llevadas al Néguev. Mientras se planificaron transportar solamente 14-15 toneladas por día, la fuerza aérea demostró ser capaz de aumentar la capacidad a 75 en el tercer día de la operación, un ritmo que se mantuvo hasta el final. Parte de la razón por la cual se aumentó la carga era el temor a las fuertes lluvias en los próximos meses, que podrían interrumpir las operaciones del aeródromo por la suciedad. Esto creó la posibilidad, sin embargo, que el combustible adicional utilizado por los transportistas podrían agotar las reservas disponibles, y significativamente disminuir las capacidades de la IAF durante la operación a gran escala prevista en la zona (con nombre en código Diez Plagas, más tarde Yoav). Así, el ejército israelí hizo adquisiciones de emergencia de combustible de otros países. Durante gran parte de la operación se llevaron a cabo unos 8 vuelos por día, eventualmente un total de 417.
Con el fin de asegurar la seguridad del nuevo campo, patrullajes nocturnos y emboscadas se llevaron a cabo por las fuerzas de las FDI. Como las unidades de la Brigada Yiftaj alcanzaban cada aldea, las fuerzas de la Brigada Néguev fueron evacuadas lentamente hacia el norte, dejando sus suministros a sus sustitutos. Mientras tanto, la búsqueda de lugares de aterrizaje adecuados no terminó y el 10 de octubre, un área al sur de Urim fue despejada para Avak 2. El primer avión aterrizó allí en la misma noche.
La Brigada Yiftaj, que ganó mucha experiencia en la lucha en la Galilea, el Valle de Jezreel, y en la Operación Danny, no estaba acostumbrada a luchar en regiones de topografía plana, como la del Néguev. Sus tropas se desplegaron inmediatamente y capturaron a un número de posiciones periféricas que representaban la mayor parte de las tierras altas de la zona. Esto estaba en contraste con la Brigada Néguev, que se concentró en la defensa de los pueblos bajo su responsabilidad.

## Batalla de Khirbet Mahaz
A comienzos de septiembre de 1948, el ejército egipcio hizo numerosos intentos de destruir o inhabilitar el Aeródromo de Ruhama. Las fuerzas israelíes y egipcios luchaban por el control de los tells que rodeaban el campo, pero esto terminó el 7-8 de septiembre, cuando la Brigada Yiftaj tomó Tell al-Quneitra, Tell al-Najjila y Tell al-Muleiha, y se defendieron de un contraataque egipcio que duró dos días. Sin embargo, debido a que Yiftaj consolidó sus posiciones y se expandió a Tell al-Hesi y Khirbet Mahaz (en el rango de un cañón de campo desde la pista de aterrizaje) en el transcurso del mes, los egipcios montaron una respuesta.
Yiftaj originalmente capturó la posición de Khirbet Mahaz el 29-30 de septiembre; y el 30 de septiembre, una fuerza egipcia bajo Gamal Abdel Nasser la retomó. Yiftaj regresó en la noche del 1-2 de octubre (para encontrar el lugar vacío), y en los siguientes dos días logró repeler ataques egipcios apoyados por blindados y artillería. El 4 de octubre, los egipcios desataron un fuerte bombardeo en la zona y una fuerza mecanizada de la 4.ª Brigada capturó de nuevo la posición. El mismo día, los israelíes volvieron y la retomaron. Los egipcios bombardearon la posición con ocho aviones Supermarine Spitfire el 5 de octubre, logrando desconectarla del cuartel general de avanzada de Yiftaj en Tell al-Najjila justo al suroeste, pero no desalojar a los fuerzas en Khirbet Mahaz.
Egipto renovó su asalto el 6 de octubre, cuando doce vehículos blindados apoyados por infantería atacaron Khirbet Mahaz desde el norte. La artillería de campaña israelí se desplegó en Tell al-Najjila con el fin de ayudar a detener el avance. Los egipcios detuvieron a unos 150 m de distancia de la posición e intentaron rodearla con equipos de morteros de 2 pulgadas. Los israelíes enviaron una fuerza de semiorugas (una de ellas montando un cañón) para interceptar el ataque, incluyendo otro intento de cerco. Se las arreglaron para destruir dos vehículos egipcios. Por la tarde, los egipcios se retiraron y tomaron posiciones a 1,5 km al norte de Khirbet Mahaz.

## Consecuencias
La operación Avak fue un éxito y relevó a las fuerzas israelíes sitiadas en el Néguev, lo que les permite desempeñar un papel activo en la operación Yoav, cuando se abrió un corredor terrestre permanente con el resto de Israel. Se levantó significativamente su moral y capacidad de luchar, ya que muchos de los soldados habían sido abandonados en el Néguev durante ocho meses.
La operación condujo a la transformación de la Brigada Néguev, que fue completamente re-suministrada (habiendo dejado sus provisiones a la Brigada Yiftaj), y obtuvo cerca de 1000 nuevos soldados.